# 旭川大町駅
旭川大町駅（あさひがわおおまちえき）は、北海道旭川市にかつて存在した日本国有鉄道（国鉄）函館本線貨物支線（大町岐線）の貨物駅である。事務管理コードは▲120121。

## 歴史

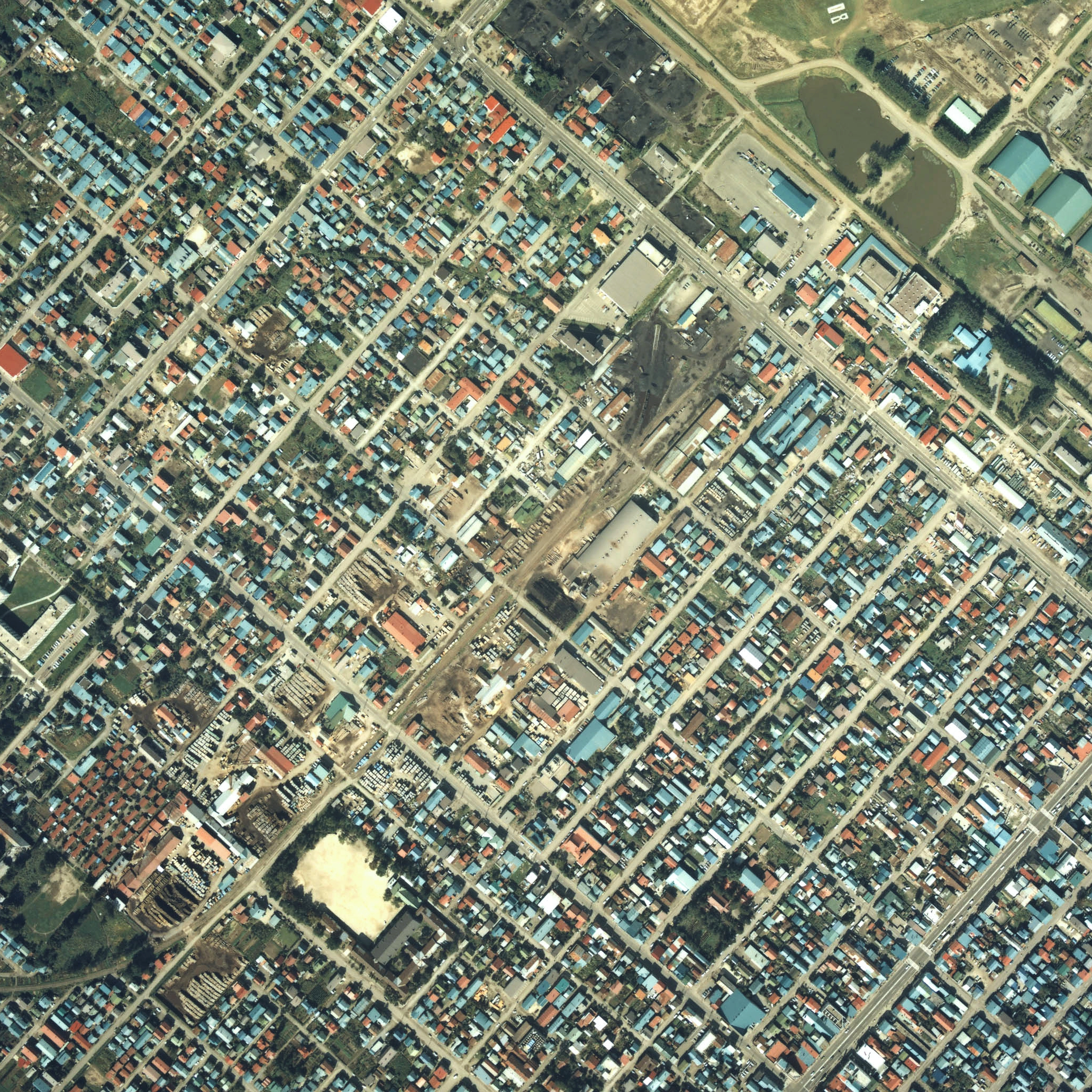
1977年の旭川大町駅と周囲約1km範囲。左下が近文駅方面。右上に陸上自衛隊旭川駐屯地となったかつての第7師団兵営地の一部が見える。師団専用線の頃は兵営地の中まで敷かれていた。中央より少し右上に上屋を持つ貨物ホームが1面、その外側の側線から貯炭場の2本の陸上高架桟橋へ分岐する。ホームの右側の倉庫前へ引込線、駅手前の駅裏側ヤードへも引込線が分岐する。

当初この路線は、1899年（明治32年）に日本陸軍第7師団の兵営地建設と運用のための引込線として建設された。師団専用線、または師団の置かれた鷹栖村から鷹栖専用線と呼ばれたこの引込線は、その後、大正年間から周囲に多くの木工場や道立林業指導所が設置されて、軍用よりもその木材貨物専用線としての性格が既に大きくなっていたが、1950年（昭和25年）になって師団跡地手前までの2.9kmが残されて当駅が新設され、石炭や木材資源等の貨物支線として利用されるようになった。
その後、貨物駅の北旭川駅の整備が進められていること、当駅が主に扱っていた石炭や木材の需要が減少した事等により、昭和53年10月2日の白紙ダイヤ改正の貨物駅集約による削減対象となって廃止された。

### 年表
- 1899年（明治32年）8月11日：北海道官設鉄道上川線の近文信号停車場が開業し、同停車場から第7師団への引込線 (4.6km) が開業。
- 1905年（明治38年）4月1日：北海道官設鉄道が鉄道作業局（国有鉄道）に編入。近文信号停車場が近文信号所に改称。
- 1909年（明治42年）10月12日：国有鉄道線路名称制定により、近文信号所を含む函館駅 - 旭川駅間が函館本線となる。
- 1911年（明治44年）1月11日：近文信号所が近文駅に変更。
- 1949年（昭和24年）6月1日：日本国有鉄道法施行に伴い、函館本線が日本国有鉄道（国鉄）に継承。
- 1950年（昭和25年）1月15日：近文駅からの引込線のうち 2.9km が函館本線の貨物支線となり、旭川大町駅が設けられ、貨物営業を開始[1]。
- 1960年（昭和35年）2月15日：貨物取扱いを車扱貨物に限定[1]。
- 1978年（昭和53年）10月1日：国鉄鉄道貨物輸送事業縮小により廃止[1]。

## 接続していた専用線
前述のとおり、日本陸軍第7師団への引込線としての役割があったが、戦後はこの兵営地を占拠したGHQが利用していた。1952年（昭和27年）7月に警察予備隊（陸上自衛隊）旭川駐屯地となる以前の昭和25年には敷地内への接続が切られ短縮された。その後当駅管理の専用線として旭川駐屯地用に0.1kmが用意されている（敷設時期不明）。
昭和40年代には旭川駐屯地向け専用線の利用がなくなり、2箇所の木工所用にいずれも0.1kmの専用線が用意されている。

## 隣の駅
日本国有鉄道（国鉄）
函館本線 貨物支線（鷹栖岐線）
近文駅 - 旭川大町駅